# Staircase (band)
Staircase was een Belgische rockband uit Aarschot, opgericht in 1998. De band brak door in 2002 nadat het viertal werd omgevormd tot een trio bestaande uit Carl Andries (basgitaar), Kristof Bauwens (drums) en Steven Swinnen (zang/gitaar).
In 2003 hadden ze hun eerste platencontract te pakken wat resulteerde in de eerste single Flashback. In 2005 werd een eerste cd uitgebracht met de titel Superorganism. In de zomer van 2006 komt de volgende single III2I (te lezen als: three-to-one) op de markt. De band werd einde 2005 genomineerd voor Humo’s Pop Poll Deluxe 2006 in twee categorieën: 'Groep Nationaal' en 'CD Nationaal'.

Begin 2010 kwam de single Y&M Kissin' op de markt (platenlabel: Columbia / Sony Music).. Op het einde van dat jaar werd de band ontbonden en in februari 2011 startten zanger-gitarist Steven Swinnen en bassist Carl Andries samen met Jeroen Berger (gitaar) en John Van Tongelen (drum) een nieuwe groep genaamd C.J.Seven.

## Discografie
- Single Flashback (2003)
- Superorganism (2005), gesteund door producer Mario Goossens.
- Single III2I' (2006)
- Single Y&M Kissin' (2010)